# Sour

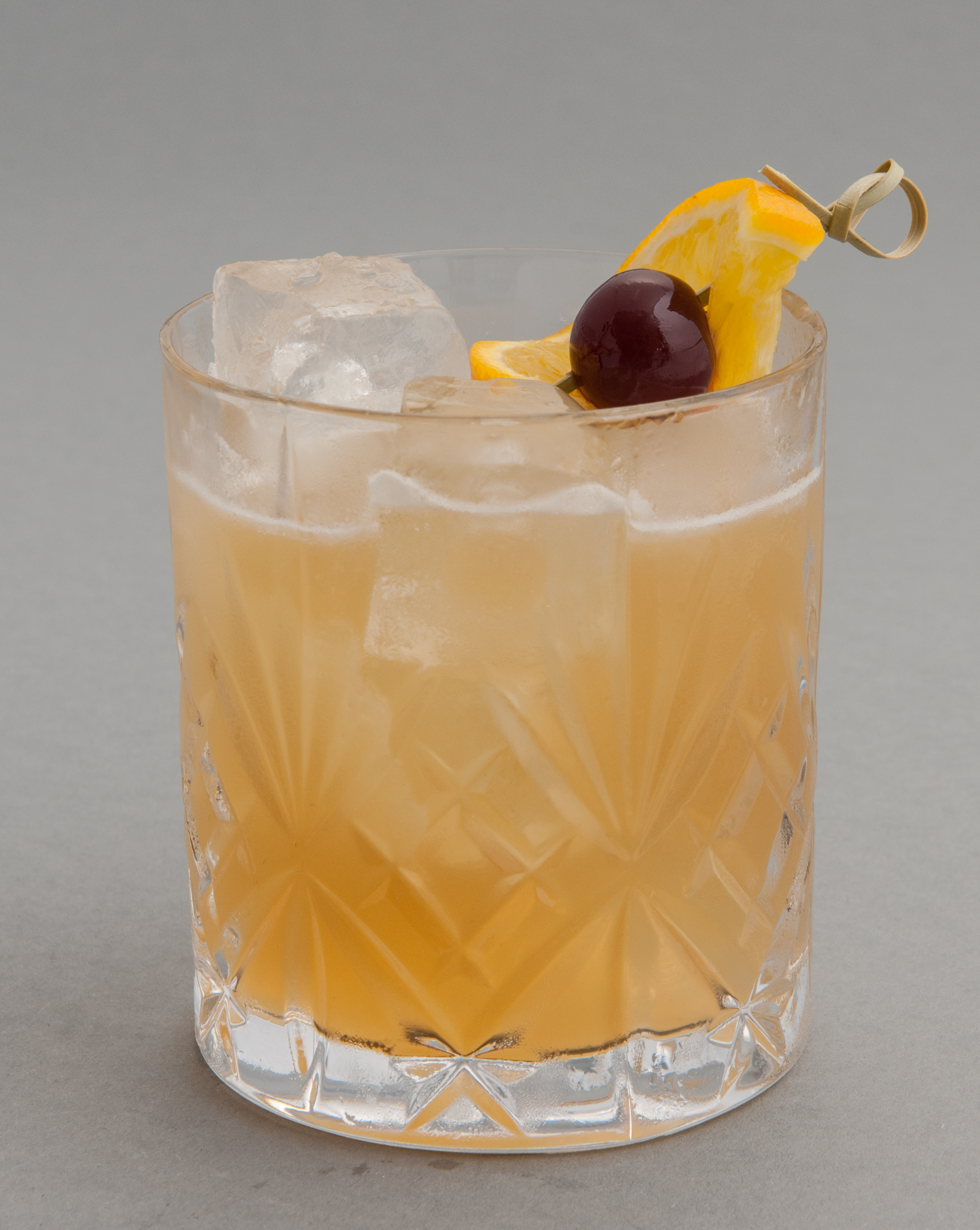
Whiskey Sour, mit Eis im vorgefrosteten Tumbler serviert und mit Orangenscheibe und Cocktailkirsche dekoriert

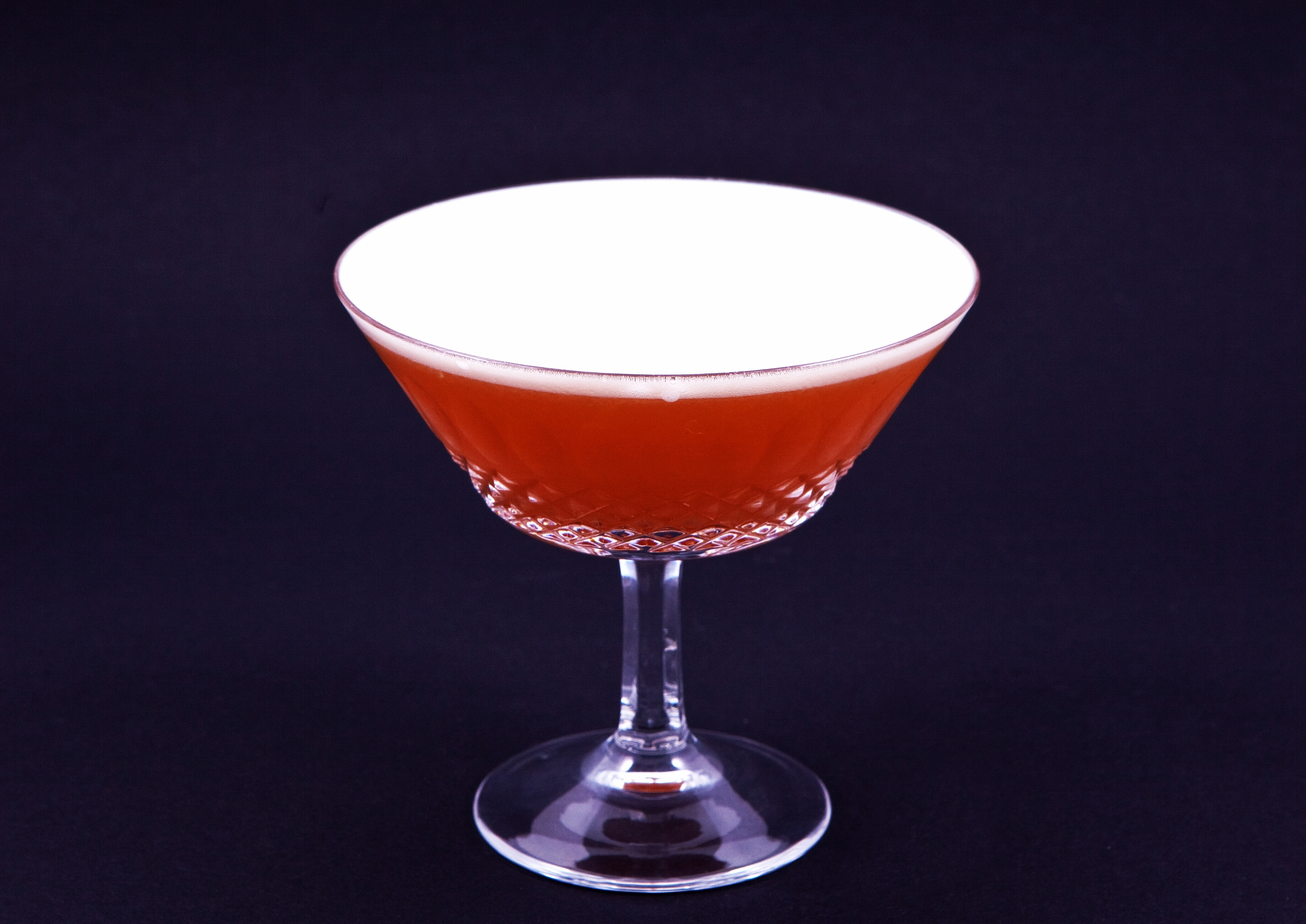
Whiskey Sour, „straight up“ (ohne Eis) in einer kleinen Cocktailschale serviert

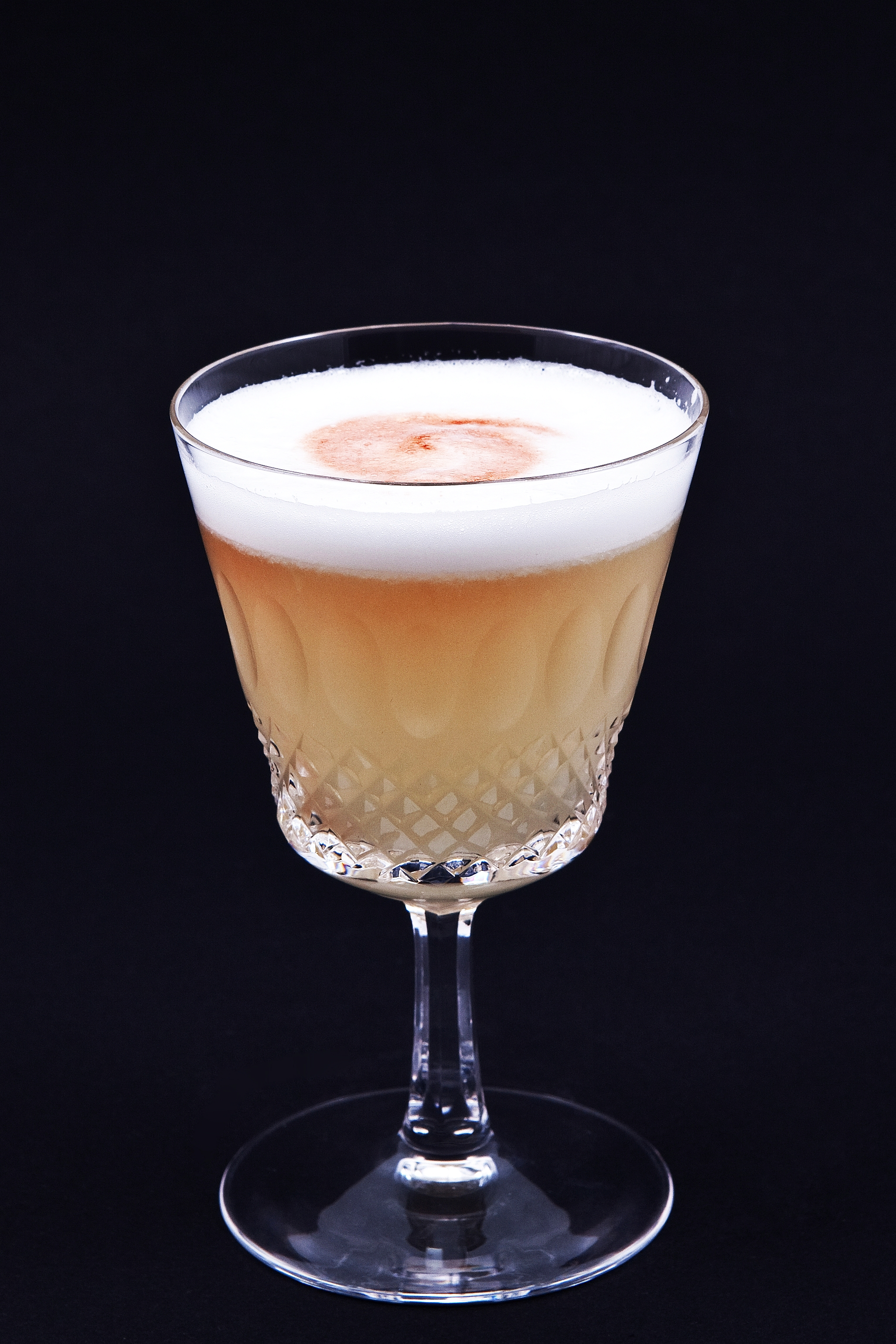
Ein sehr bekannter Sour ist der Pisco Sour mit Pisco als Basisspirituose.

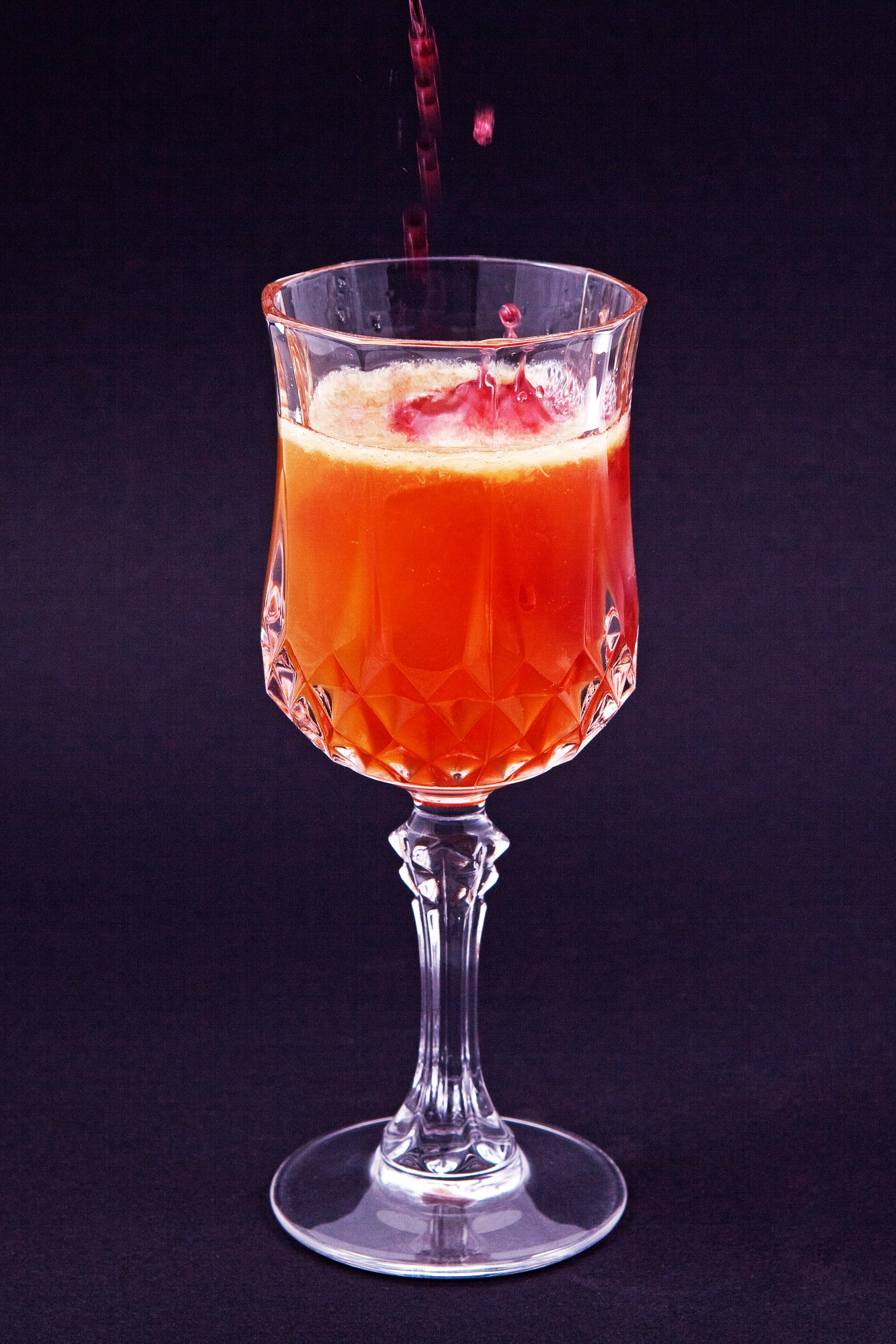
Der New York Sour basiert auf einem Whiskey Sour und enthält zusätzlich Rotwein sowie meist auch noch Eiweiß.

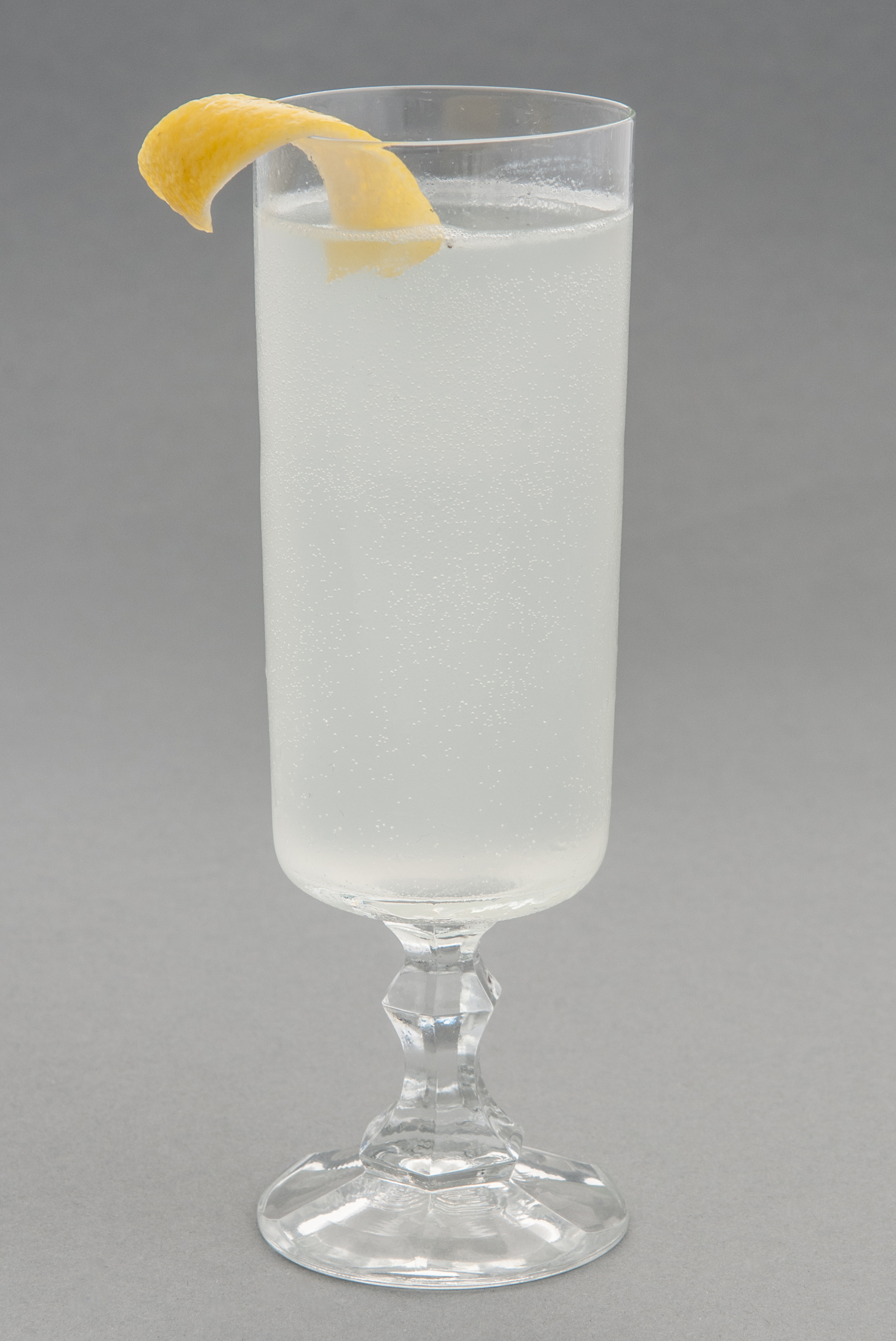
Gin Fizz

Als Sour bezeichnet man einen alkoholhaltigen Cocktail, der aus einer Spirituose, Zitronensaft und Zucker besteht. Er stellt die Urform einer ganzen Gattung von Cocktails dar, die alle auf dem Grundprinzip Spirituose + Süßungsmittel + saurer Zitrussaft aufbauen. Wenn die Spirituose ein Likör ist, lässt man den Zucker weg oder reduziert zumindest seine Menge. Die bekanntesten Sours, die die Gattungsbezeichnung auch im Namen tragen, sind Whiskey Sour, Pisco Sour und Amaretto Sour.

## Sour-Kategorie und Sour-Gruppe
Die Bezeichnung Sour deckt durch die Austauschbarkeit der Spirituose viele einzelne Cocktails ab, bezeichnet also eine Kategorie. Darüber hinaus gibt es eine große Zahl verwandter Cocktails, die keine Sours im engeren Sinne der Definition sind, aber auf dessen Grundprinzip Spirituose + Süßungsmittel + saurer Zitrussaft aufbauen und es variieren, also zur Sour-Gruppe gehören. Nicht wenige davon lassen sich wiederum in bekannte selbständige Kategorien einteilen. Die wichtigsten Kategorien der Sour-Gruppe sind neben dem eigentlichen Sour, der vom Aufbau her die Urform darstellt, der International Sour, der New Orleans Sour, der Fizz und der Collins.

### Sour
Die ursprünglichen Sours, die diesen Begriff auch im Namen tragen, stammen aus dem europäisch geprägten Bereich und wurden daher immer mit Zitronensaft zubereitet. Aber auch der Daiquiri und Tommy’s Margarita, die Limettensaft als sauren Bestandteil enthalten, gehören zu diesen einfachen Sours.

### International Sour
Eine Kategorie von Sour-Variationen, die Likör als Süßungsmittel enthält (nicht als Basisspirituose). Bekannte Beispiele sind neben Aviation und Millionaire’s Daiquiri vor allem die Vertreter der New Orleans Sours. Beim Bramble werden sowohl Zuckersirup als auch Likör verwendet.

### New Orleans Sour
Bedeutende Untergruppe des International Sours, bei der der zusätzliche Likör ein Orangenlikör ist. Ein New Orleans Sour ist also nach dem Muster Basisspirituose – Orangenlikör – saurer Zitrussaft aufgebaut. Beispiele sind Margarita, Sidecar, White Lady, Cosmopolitan und Kamikaze. Als Vorläufer der New Orleans Sours kann man die Crustas verstehen. So ist zum Beispiel eine Brandy Crusta im Wesentlichen ein Sidecar mit Zuckerrand am Glas, der namensgebend für das Getränk war.

### Sours mit Wein (New York Sour, Continental Sour)
Der New York Sour ist ein klassischer Whiskey Sour aus Rye oder Bourbon Whiskey, Zitronensaft und Zuckersirup, der zusätzlich mit etwas Rotwein verfeinert wird; dabei wird der Rotwein üblicherweise vorsichtig über den zubereiteten Drink gegeben (fachsprachlich „gefloatet“), in dem man ihn zum Beispiel vorsichtig über den Rücken eines Barlöffels laufen lässt. Die Variante Continental Sour ist ähnlich, jedoch wird der Whiskey-Sour hier mit Eiklar geschüttelt (Boston Sour) und mit Clairet gefloatet, im Paris Sour ist es der Weinaperitif Dubonnet.

### Fizz und Collins
Der Fizz und der Collins sind ihrerseits Kategorien von Cocktails, die in ihrer Zusammensetzung auf einem klassischen Sour basieren, jedoch mit Soda aufgefüllt werden. Der Grundgedanke des Collins und des Fizz unterscheiden sich genau so wie der Ursprung. Der eine ist keine Variation des anderen. Ein Fizz ist ein kleineres Getränk und enthält nur wenig Sodawasser, er wird eiskalt geschüttelt und ohne Eis serviert. Ein Collins wird eher mit mehr Sodawasser verdünnt, gerührt und auf viel Eis serviert.

### Ti-Punch und Caipirinha
Auf dem Sour-Prinzip bauen auch der Ti Punch und die Caipirinha auf, wobei hier allerdings die Zubereitung typischerweise von der des klassischen Sours abweicht, weshalb man sie meist nicht zu diesen im engeren Sinne zählt.

## Eiweiß im Sour
Eine häufig in Sours verwendete Zutat ist Eiweiß, das durch kräftiges Schütteln des Sours zu einer Eischnee ähnelnden Schaumkrone verarbeitet wird. In dieser können sich einzelne Aromen des Drinks oftmals auf ganz andere Weise entfalten. Oft wird sie auch als Träger für nachträglich hinzugefügter Aromatisierungen wie Bitters, Orangenblütenwasser, Zitrusöle, Zimt oder Muskat verwendet.
Das Eiweiß ist in der Regel eine optionale Zutat, aber aus manchen Sours wie dem Pisco Sour nicht mehr wegzudenken. Nur selten ist es Bestandteil des Rezepts, wie beim Boston Sour, der einfach ein Whiskey Sour mit Eiweiß ist, oder beim Ramos Gin Fizz. Ob ein Sour von der Zugabe von Eiweiß profitiert oder nicht, variiert ganz entscheidend mit den jeweiligen Zutaten.
Bedenken bezüglich einer Salmonelleninfektion sind nicht berechtigt, da der Alkohol- und der Säuregehalt bakterizid wirken. Für den Barbetrieb gibt es konfektioniertes Eiklar in einer Tube o. ä., womit eine genaue Dosierung möglich ist.

## Zubereitung
Sours werden im Cocktail-Shaker auf Eis zubereitet und anschließend mit einem Barsieb in ein Sour-Glas (ein kleines, hohes Stielglas) ohne Eis abgeseiht. Es ist keine Dekoration erforderlich. Wichtig bei diesem Drink ist die richtige Temperatur, so ist zu empfehlen, den Drink so lange zu schütteln, bis sich Reif am Shaker bildet, und gegebenenfalls die Gläser vorzukühlen. Vielfach werden Sours auch, ebenfalls ohne Eis, in Cocktailschalen serviert oder „on the rocks“ über frischen Eiswürfeln in einem Tumbler. Dies ist vor allem beim Whiskey Sour üblich.

### Mischungsverhältnis
Ein Verhältnis von 5 Teilen Spirituose, 3 Teilen Zitronensaft und 2 Teilen Zuckersirup wird zumeist als Standard angesehen. Je nach Spirituose und Vorliebe kann vor allem der Anteil der Spirituose variiert werden, meist eher nach oben. Die Grundlage eines guten Sours ist die Balance zwischen süß und sauer. Es wird oft empfohlen, diese Balance vor dem Hinzufügen der Spirituose abzuschmecken.

### Schaumkrone
Soll der Sour mit Eiweiß zubereitet werden, so empfiehlt es sich, das Eiweiß nicht zusammen mit dem Eis zu schütteln, da man sonst die beiden nicht mehr so leicht trennen kann und ein Großteil des Schaums verloren geht. Das Problem kann man durch eine zweiteilige Vorgehensweise umgehen: 1. Alle Zutaten ohne Eiweiß mit Eis kalt schütteln, 2. das gekühlte Getränk ohne Eis mit Eiweiß schaumig schütteln. In der zweiten Phase kann die Schaumbildung durch hinzugeben der Metallspirale vom Strainer in den Shaker unterstützt werden.

### Orangensaft
In manchen Bars ist es Mode geworden, dem Whisky Sour noch Orangensaft hinzuzufügen. Diese Praxis ist sehr umstritten, da die Aromen des eigentlichen Sours überdeckt werden.